# هانا فولکسون
هانا فولکسون (سوئدی: Hanna Folkesson؛ زادهٔ ۱۵ ژوئن ۱۹۸۸) بازیکن فوتبال اهل سوئد است.

## باشگاهی
از باشگاه‌هایی که در آن بازی کرده‌است می‌توان به باشگاه فوتبال کیف اوربرو دی اف اف و اومئا آی‌کی اشاره کرد.

## تیم ملی
وی همچنین در تیم ملی فوتبال زنان سوئد بازی کرده‌است.